# Волчанск (Свердловска област)
Волчанск (на руски: Волчанск) е град в Свердловска област, Русия. Населението на града към 1 януари 2018 година е 8722 души.

## Географска характеристика
Градът е разположен на източния склон на Северен Урал, по брега на реките Малка и Голяма Волчанка, на 425 км от Екатеринбург, на 1925 км от столицата Москва, на 2364 км от Санкт Петербург и на 1953 км от Новосибирск.